# Microdryas striatus
Microdryas striatus är en snäckart som först beskrevs av Powell 1927.  Microdryas striatus ingår i släktet Microdryas och familjen Anabathridae. Inga underarter finns listade i Catalogue of Life.